# LGV Rhin-Rhône
La LGV Rhin-Rhône, ou ligne nouvelle 7 (LN7), est une ligne ferroviaire à grande vitesse française à écartement standard et à double voie. Encore inachevée, elle est prévue pour former un ensemble de lignes ferroviaires nouvelles en forme d'étoile à trois branches (Ouest, Est et Sud) autour de Dijon, avec une double fonctionnalité de trafic Est-Ouest et Nord-Sud.
La branche Est est actuellement constituée de 137,5 km de ligne nouvelle entre Villers-les-Pots (Côte-d'Or) et Petit-Croix (Territoire de Belfort), ouverts à la circulation le 11 décembre 2011. Elle dessert les villes de Besançon, Montbéliard et Belfort, par le biais de deux gares nouvelles, et devrait à terme être prolongée pour constituer un total de 190 km de ligne nouvelle entre Dijon et Mulhouse. La branche Ouest, en projet, est destinée à raccorder la branche Est à la LGV Sud-Est, et ainsi à la région parisienne, en traversant l'agglomération dijonnaise par sa bordure orientale. La branche Sud, également au stade de projet, représenterait environ 150 km de ligne nouvelle pour relier la branche Est à Lyon et à la LGV Méditerranée, assurant une connexion des bassins de population des villes de l'Est de la France, du Benelux, de l'Allemagne et du nord de la Suisse à la métropole lyonnaise et à l'arc méditerranéen.
Ainsi, la LGV Rhin-Rhône est la première ligne nouvelle française à ne pas être directement reliée par l'intermédiaire du réseau à grande vitesse à la région Île-de-France, car l'emprunt du réseau classique via Dijon est nécessaire pour atteindre la LGV Sud-Est et donc la région précitée. La construction de la branche Est était, au début des années 2010, l'un des grands chantiers conduits en France.
Elle constitue la ligne no 014 000 du réseau ferré national, sous la dénomination « Ligne Rhin-Rhône (LGV) ».

## La branche Est

Le parcours de la branche est de la ligne LGV Rhin-Rhône et l'ensemble des lignes des régions Bourgogne et Franche-Comté.

La branche Est de la LGV Rhin-Rhône relie les villes de Dijon et Mulhouse. Les travaux de réalisation ont été divisés en deux phases :
- la première phase, achevée en 2011 et ouverte au trafic, constitue 137,5 km de ligne et relie Villers-les-Pots (Côte-d'Or), à l'est de Dijon à Petit-Croix (Territoire de Belfort), à l'est de Belfort. Elle se compose de la ligne proprement dite d'une longueur de 134,5 km, complétée vers Belfort par le raccordement de Petit-Croix, long de 3,1 km ;
- la seconde phase, pour laquelle les travaux n'ont jamais été budgétés[3], représenterait au total 50 km supplémentaires. Elle est destinée à prolonger chacune des deux extrémités de la première phase :
  - côté Dijon : de Genlis (Côte-d'Or), à proximité de Dijon (ou plus exactement d'un point situé à proximité du PK 318,0 de la ligne Dijon-Dole) à Villers-les-Pots (Côte-d'Or), soit environ 15 km de ligne,
  - côté Mulhouse : de Petit-Croix à Lutterbach (Haut-Rhin), en banlieue de Mulhouse, soit environ 35 km de ligne.

L'ensemble des deux phases totaliserait donc un peu moins de 188 km de ligne nouvelle.
11,2 millions de voyageurs devraient emprunter chaque année les dessertes assurées par la branche Est de la LGV Rhin-Rhône à partir de décembre 2011, soit 2,4 millions de voyageurs supplémentaires.

### Première phase de la branche Est
La première phase de la branche Est de la LGV Rhin-Rhône est constituée de :
- 137,5 km de ligne nouvelle ;
- deux nouvelles gares certifiées HQE[6] :
  - la gare de Besançon Franche-Comté TGV (47° 18′ 32″ N, 5° 57′ 28″ E) sur la commune des Auxons[7],
  - la gare de Belfort - Montbéliard TGV (47° 35′ 09″ N, 6° 53′ 51″ E) sur la commune de Meroux[8], pour la desserte des agglomérations de Belfort et Montbéliard[9]. Elle est reliée au réseau ferré suisse via la ligne de Belfort à Bienne (réouverture de la partie française de la ligne le 8 décembre 2018) ;
- deux sous-stations d'alimentation électrique sur les communes de Besançon et d’Héricourt (Haute-Saône).

Le coût prévisionnel de la première phase était de 2,312 milliards d'euros, dont 500 millions d'euros pour les équipements ferroviaires. Après réalisation, ce coût prévisionnel a été dépassé de 2 % ; dépassement principalement dû aux conditions climatiques particulièrement humides de l'été 2007.
La première phase de la branche Est est la seule portion de la ligne LGV Rhin-Rhône actuellement construite. Elle a été inaugurée le 8 septembre 2011 et est entrée en service commercial le 11 décembre 2011.
La maîtrise d'ouvrage de la construction de la LGV Rhin-Rhône est assurée par RFF, sous maîtrise d'œuvre Setec et Egis Rail, et les travaux sont assurés par plusieurs grandes entreprises nationales.
Les trains y roulent actuellement à 320 km/h mais la conception de la ligne permet d'atteindre 350 km/h.

#### Travaux
La base travaux de la première phase était située sur la commune de Villersexel (Haute-Saône). Elle regroupait tout le matériel et le personnel nécessaire à la construction de la LGV. Elle était principalement alimentée en matériel par voie ferroviaire, via la gare de Lure par l'ancienne ligne de Montbozon à Lure (désaffectée depuis 1986). Cette ligne d'alimentation utilisait le tracé de l'ancienne voie jusqu'à l'entrée de la commune de Villersexel par la RD 486. Elle traversait cette route pour contourner la commune jusqu'à la base travaux.

#### Chronologie
- 14 mai 1991[13] : Le projet de TGV Rhin-Rhône est inscrit au schéma directeur des lignes à grande vitesse par le CIADT.
- 1er avril 1992[13] : Décret approuvant le schéma directeur.
- 10 septembre 1992[14],[15] : Le ministre des transports décide d’engager les études préliminaires de la première phase.
- 7 mai 1993[16] : La convention relative au financement et aux modalités générales d’exécution des études préliminaires est signée par l’Etat, la SNCF, les régions Alsace, Bourgogne et Franche-Comté. Elle institue un comité de pilotage des études.
- 11 avril 1994[15] : Approbation par le ministre des transports du cahier des charges du TGV Rhin-Rhône qui expose les différentes finalités du projet et précise le champ des études de la première phase. Lancement des études préliminaires (consistant à définir les possibilités de passage sous forme de fuseaux) de la première phase et, parallèlement, des études concernant la première partie de la branche Ouest appelée traversée de l’agglomération dijonnaise.
- Du 10 novembre 1994 au 25 janvier 1995[13] : Consultation sur les études préliminaires.
- 9 mai 1995[13],[14],[15] : Le ministre des transports arrête le choix du fuseau dans lequel s’inscriront les recherches de tracé à réaliser dans le cadre des études d’avant-projet sommaire.
- 22 décembre 1995[13] : Décision ministérielle autorisant le lancement des études d’avant-projet sommaire de la branche Est.
- 16 février 1996[17] : Signature par l’État, la SNCF, les régions Alsace, Bourgogne et Franche-Comté de la convention relative au financement et aux modalités générales d’exécution des études d’avant-projet sommaire.
- 20 septembre 1997[13] : Le dossier des études d’avant-projet sommaire, incluant le bilan de la consultation, est transmis au ministre des transports.
- 26 mai 1998[13] : Le ministre des transports engage les études en vue de l’établissement du dossier d’enquête publique de la première phase.
- 27 octobre 1999[14],[15],[18]: Le ministre des transports décide de retenir la première phase de travaux de la branche Est « qui s’est clairement révélée comme la plus avantageuse au regard des critères de temps de parcours, de gains de trafics, et de rentabilité économique pour les acteurs ferroviaires et pour la collectivité »[19].
- du 29 mai 2000 au 29 juillet 2000[13],[14] : Déroulement de l’enquête publique de la branche Est.
- 25 janvier 2002[13],[20] : La branche Est est déclarée d’utilité publique.
- 4 juin 2002[13],[14] : La convention de financement des études d’avant-projet détaillé et des études foncières et archéologiques de la branche Est est signée par l’État, RFF et les régions Alsace, Bourgogne et Franche-Comté.
- septembre 2004[13] : Début des études projet.
- novembre 2004[13] : Commande des diagnostics archéologiques.
- 16 mai 2005[13] : Première enquête publique au titre de la Loi sur l'eau.
- 28 février 2006[13],[14] : Signature du protocole de financement de la première phase de la branche Est.
- 28 mars 2006[18] : Décision d'approbation ministérielle.
- 3 juillet 2006 : Signature de la convention générale de réalisation et de financement de la première phase de la branche Est et premier coup de pioche officiel donné à Villersexel (Haute-Saône).
- 29 juin 2009[21] : Pose du premier rail aux Magny (Haute-Saône).
- septembre 2010[22] : Contrôle des installations fixes, de signalisation et de télécommunication.
- novembre 2010[22] : Fin de la pose de voie sur les 140 km de la première tranche de la branche Est.
- 19 mai 2011[23] : Mise sous tension caténaire sur la liaison entre les gares de Besançon-Viotte et Besançon-TGV.
- 25 mai 2011[23] : Mise sous tension caténaire sur la ligne à grande vitesse entre Soirans (Côte-d'Or) et Cubrial (Doubs).
- 6 juin 2011 à septembre 2011[22] : Essais dynamiques avec passage du wagon laboratoire Vulcain avec la voiture Lucie à 80 km/h puis fin juin avec une rame d'essais TGV spécialement équipée pour montée en vitesse par paliers de 160 à 352 km/h.
- 14 juin 2011[23] : Mise sous tension caténaire sur la ligne à grande vitesse entre Cubrial (Doubs) et Petit-Croix (Territoire de Belfort).
- 5 septembre 2011 : Mise en service de la ligne pour les marches à blanc et formation des équipes de maintenance et conduite.
- 8 septembre 2011 : Inauguration de la branche Est de la LGV Rhin-Rhône par Nicolas Sarkozy, président de la république française.
- octobre 2011 à novembre 2011[24] : Formation en ligne des conducteurs.
- 13 octobre 2011[25] : Ouverture de la billetterie deux mois avant la mise en service.
- 1er décembre 2011[26] : Inauguration des gares de Besançon-TGV et Belfort-Montbéliard TGV.
- 11 décembre 2011[27] : Mise en service commerciale de la première phase de la branche Est de la LGV Rhin-Rhône.
- Courant 2012 : Reconversion de la voie d'approvisionnement de Villersexel (Haute-Saône) en déviation routière (RD 486) pour le contournement de la commune.
- 8 décembre 2018 : Liaison possible entre Belfort et Delle / Bienne, en desservant notamment les gares de Belfort Ville, Belfort TGV (Meroux) et Delle dans le cadre de la réouverture de la ligne Belfort-Delle permettant une correspondance entre la Suisse, le réseau TGV français et la ville de Belfort (et donc indirectement le réseau de transport express régional).

#### Financement
Le financement de la ligne (hors matériel roulant,, bâtiments voyageurs des gares nouvelles et ateliers de maintenance qui font tous trois l'objet d'une convention de financement autonome avec la SNCF) est réparti de la manière suivante :
| FINANCEMENT DE LA LIGNE LGV RHIN-RHÔNE            |                                   |                                   |                                   |                                   |                                   |
| RÉPARTITION DU FINANCEMENT                        | DÉTAIL DES FINANCEMENTS RÉGIONAUX | DÉTAIL DES FINANCEMENTS RÉGIONAUX | DÉTAIL DES FINANCEMENTS RÉGIONAUX | DÉTAIL DES FINANCEMENTS RÉGIONAUX | DÉTAIL DES FINANCEMENTS RÉGIONAUX |
|                                                   | RÉGIONS                           | ALSACE                            | ALSACE                            | BOURGOGNE                         | FRANCHE-COMTÉ                     |
| Collectivité participatrice                       | En M€                             | En M€                             | En M€                             | En M€                             |                                   |
| Conseils régionaux                                | 104,700                           | 104,700                           | 68,100                            | 189,600                           |                                   |
| Région Alsace                                     |                                   |                                   |                                   |                                   |                                   |
| Conseil général du Bas-Rhin                       | 12,875                            | 12,875                            |                                   |                                   |                                   |
| Conseil général du Haut-Rhin                      | 53,175                            | 53,175                            |                                   |                                   |                                   |
| Communauté urbaine de Strasbourg                  | 12,875                            | 12,875                            |                                   |                                   |                                   |
| Communauté d'agglomération de Mulhouse            | 15,450                            | 15,450                            |                                   |                                   |                                   |
| Conseil municipal de Colmar                       | 6,950                             | 6,950                             |                                   |                                   |                                   |
| Total région Alsace                               | 206                               | 206                               |                                   |                                   |                                   |
| Région Bourgogne                                  |                                   |                                   |                                   |                                   |                                   |
| Conseil général de la Côte-d'Or                   |                                   |                                   | 31,400                            |                                   |                                   |
| Communauté d'agglomération de Dijon               |                                   |                                   | 31,400                            |                                   |                                   |
| Total région Bourgogne                            |                                   |                                   | 131                               |                                   |                                   |
| Région Franche-Comté                              |                                   |                                   |                                   |                                   |                                   |
| Conseil général du Doubs                          |                                   |                                   |                                   | 39,000                            |                                   |
| Conseil général du Territoire de Belfort          |                                   |                                   |                                   | 25,500                            |                                   |
| Conseil général de la Haute-Saône                 |                                   |                                   |                                   | 17,100                            |                                   |
| Communauté d'agglomération du Grand Besançon      |                                   |                                   |                                   | 13,200                            |                                   |
| Communauté d'agglomération du Pays de Montbéliard |                                   |                                   |                                   | 9,217                             |                                   |
| Communauté de l'agglomération de Belfort          |                                   |                                   |                                   | 9,217                             |                                   |
| Tranche conditionnelle                            |                                   |                                   |                                   | 13,300                            |                                   |
| Total région Franche-Comté                        |                                   |                                   |                                   | 316                               |                                   |

#### Environnement
Environ 40 % du tracé des 137,5 km de la première phase se situe en milieu boisé. Au total, trente-sept passages à gibier ont été réalisés en partenariat avec les élus locaux et les associations, afin d'éviter l'isolement de populations, qui entrainerait une limitation du brassage génétique. Ils peuvent être de deux types : soit mixtes avec le rétablissement d'un chemin ou d'un cours d'eau, soit spécifiquement réservés à la faune. Par ailleurs, cinquante-et-un passages réservés à la petite faune ont été réalisés. Pour assurer la reproduction des amphibiens, vingt-sept mares ont été aménagées le long du tracé, se substituant aux mares existantes.
Le « bilan carbone » a été pris en compte dès la conception de la ligne, avec un inventaire précis de la situation, avant et après réalisation de l'infrastructure, et en réalisant la ligne avec pour objectif de minimiser les émissions de gaz à effet de serre.
Le bruit a été pris en compte dès le choix du tracé : l'éloignement des habitations a été une priorité, ce qui a permis de limiter l'impact pour les riverains. Le long des 137,5 km du tracé, seuls dix bâtiments ont dû être détruits et déplacés.

#### Ouvrages d'arts
Les 137,5 km de la première phase de la Branche Est de la LGV Rhin-Rhône ont nécessité la construction de presque 175, ouvrages d'art de toute nature dont 160 ouvrages d'art courants (ponts-route, ponts-rails, passages à faune) et une douzaine d'ouvrages d'art importants. Le long des 137,5 km de ligne on peut répertorier :  80 ponts-route, 51 ponts-rail, 87 passages à faune, 210 ouvrages hydrauliques, 48 zones de dépôt, 26 410 m de protection acoustique, 23 mares de substitution, 37 bassins d'écrêtement, 1 base travaux provisoire à Villersexel, 1 base maintenance à Geneuille, la jonction à la ligne Dijon-Vallorbe (à Villers-les-Pots), trois raccordements au réseau ferré classique (ceux de Besançon-Ouest sur la commune d'Auxon-Dessus, Besançon-Est sur la commune de Chevroz et enfin Petit-Croix), 2 sous-stations électriques à Héricourt-Bussurel et à Besançon, et 2 gares nouvelles, Besançon TGV et Belfort-Montbéliard TGV.
La liste des ouvrages d'art importants figure sur le tableau ci-dessous
| OUVRAGES D'ART MAJEURS DE LA LGV RHIN-RHÔNE (BRANCHE EST) D'après la publication de RFF (La lettre aux riverains no 26 de janvier 2011) |                                                   |                                                                         |          |
| NATURE ET NOM DE L'OUVRAGE | LIEU                                              | OBSTACLE                                                                | LONGUEUR |
| Viaduc de la Bourbeuse | Petit-Croix (Territoire de Belfort)               | Madeleine (rivière)                                                     | 110 m    |
| Viaduc de la Savoureuse (Le viaduc le plus long) | Bermont (Territoire de Belfort)                   | La Savoureuse, l'autoroute A36, le Canal de la Haute-Saône et La RD 437 | 792 m    |
| Viaduc de la Lizaine (Le viaduc le plus haut dont l'un des piliers culmine à 38 m) | Héricourt                                         | La Lizaine, la RD 438, la RD 316 et la ligne de Dole-Ville à Belfort    | 717 m    |
| Viaduc des Épenottes | Tavey                                             | Vallon boisé des Épenottes                                              | 450 m    |
| Tranchée couverte du bois de la Faye | Entre les communes de Trémoins et Aibre           | Bois de la Faye                                                         | 170 m    |
| Viaduc d'Aibre-Trémoins | Aibre                                             | RD 683 et vallée d'Aibre Trémoins                                       | 250 m    |
| Viaduc du Pertuis | Aibre                                             | RD 37 et le Pertuis                                                     | 220 m    |
| Tunnel de Chavanne | Entre les communes d'Aibre et Villers-sur-Saulnot | Bois du Mont (point culminant : 508 m)                                  | 1 970 m  |
| Viaduc de Corcelles | Saulnot                                           | 2 chemins, 1 ruisseau et 1 étang                                        | 445 m    |
| Viaduc de l'Ognon (amont) | Thieffrans                                        | L'Ognon                                                                 | 178 m    |
| Viaduc de la Linotte | Ormenans                                          | La Linotte et la RD 25                                                  | 362 m    |
| Viaduc de La Quenoche | Loulans-Verchamp                                  | Vallée humide du ruisseau de la Quenoche et la RD 82                    | 420 m    |
| Viaduc de la Buthiers | Buthiers                                          | La Buthiers (rivière)                                                   | 100 m    |
| Viaduc sur l'Ognon (aval) | Chevroz                                           | L'Ognon                                                                 | 113 m    |
| Viaduc de la Saône | Auxonne                                           | La Saône                                                                | 380 m    |
| L'ouvrage d'une hauteur maximale de 10 m comporte huit piles dont deux dans le lit de la Saône. Il est complété par 3 estacades longues respectivement 192 m, 480 m et 288 m afin d'ouvrir une ouverture hydraulique de 1 340 m. L'ensemble de ces ouvrages totalise environ 1 300 m. |                                                   |                                                                         |          |

Quelques vues d'ouvrages d'art
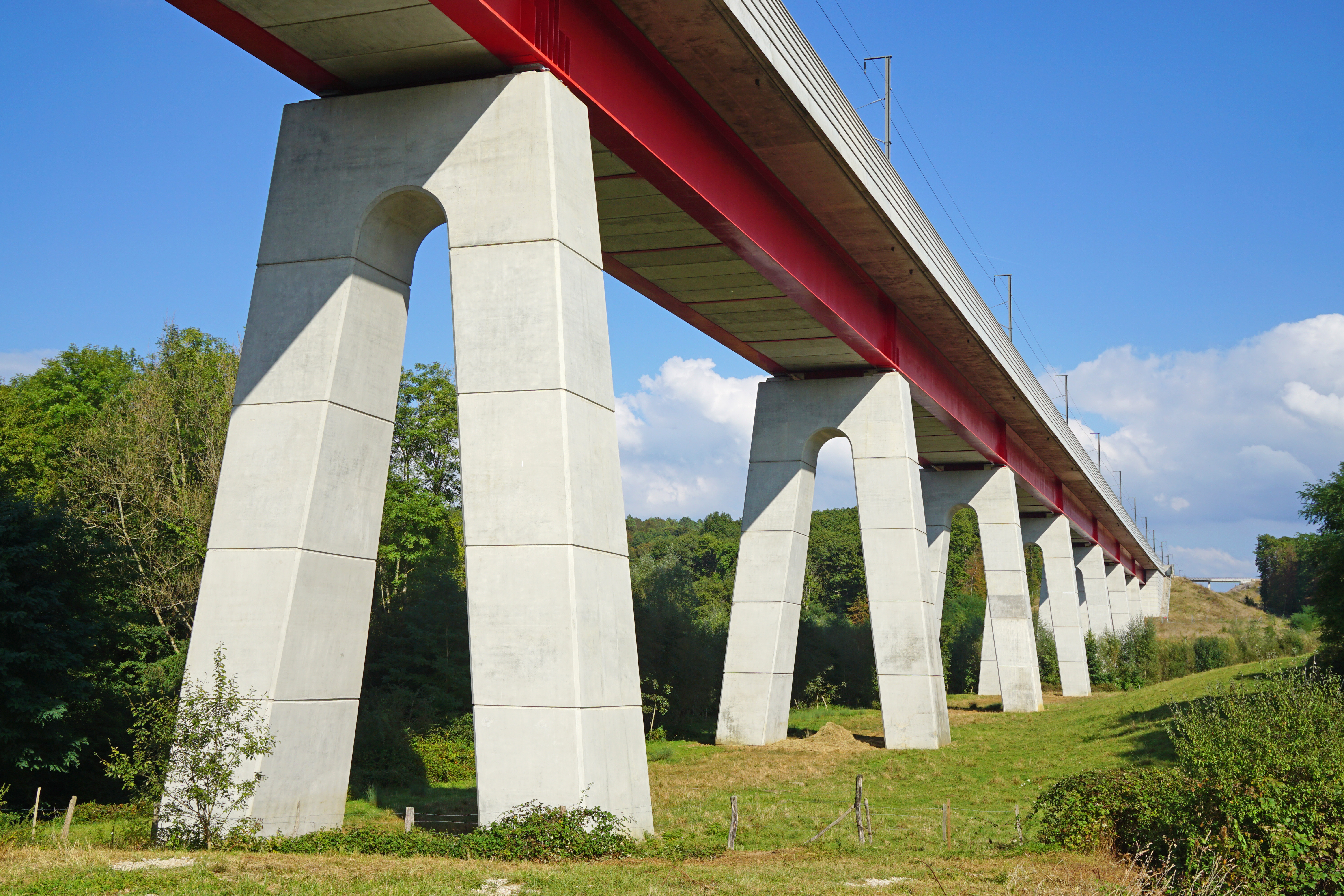
Le viaduc de Corcelles.
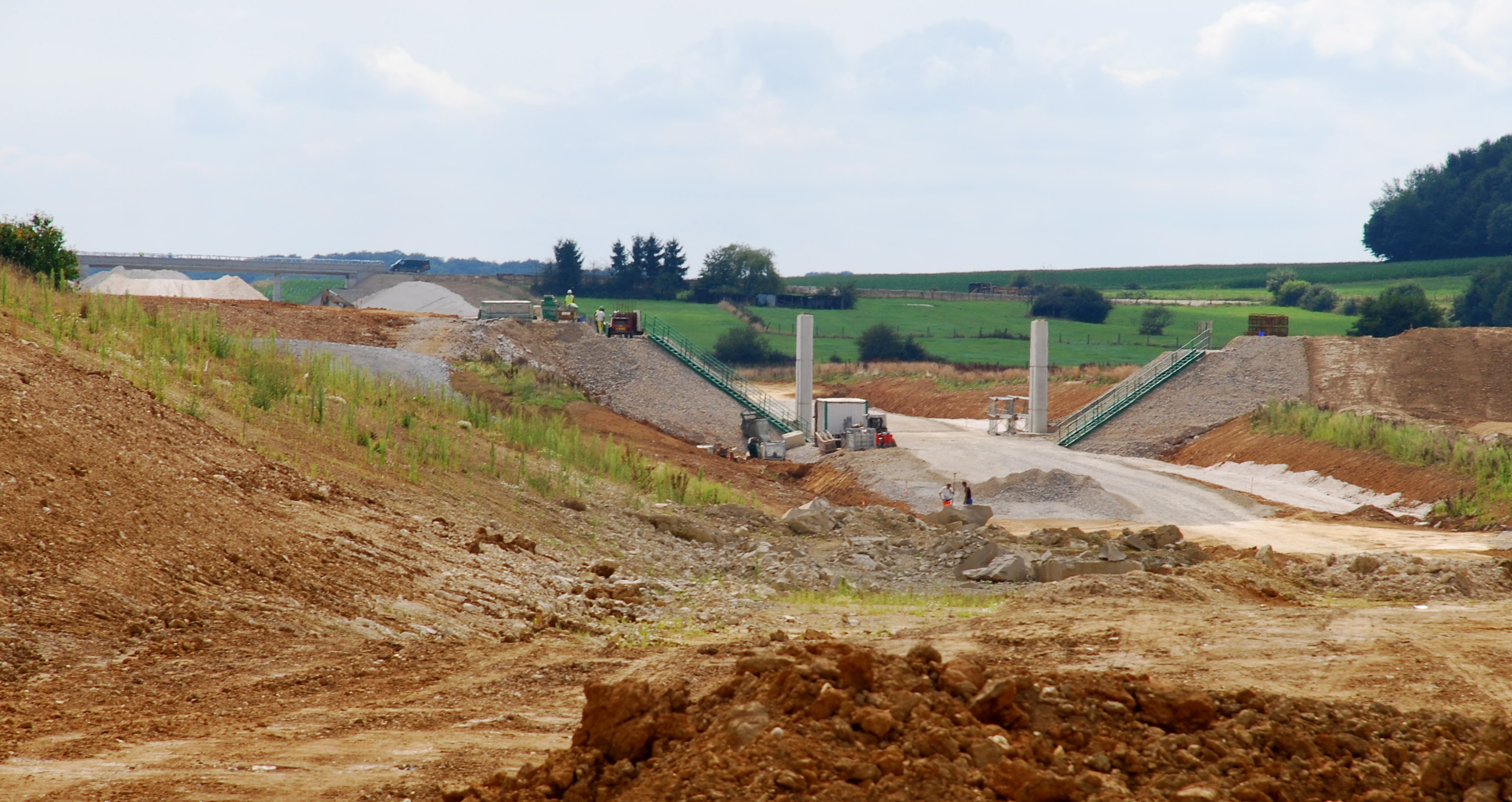
Ponts en état d'avancement variable près de Villargent (Haute-Saône) en juillet 2008 (direction ouest).
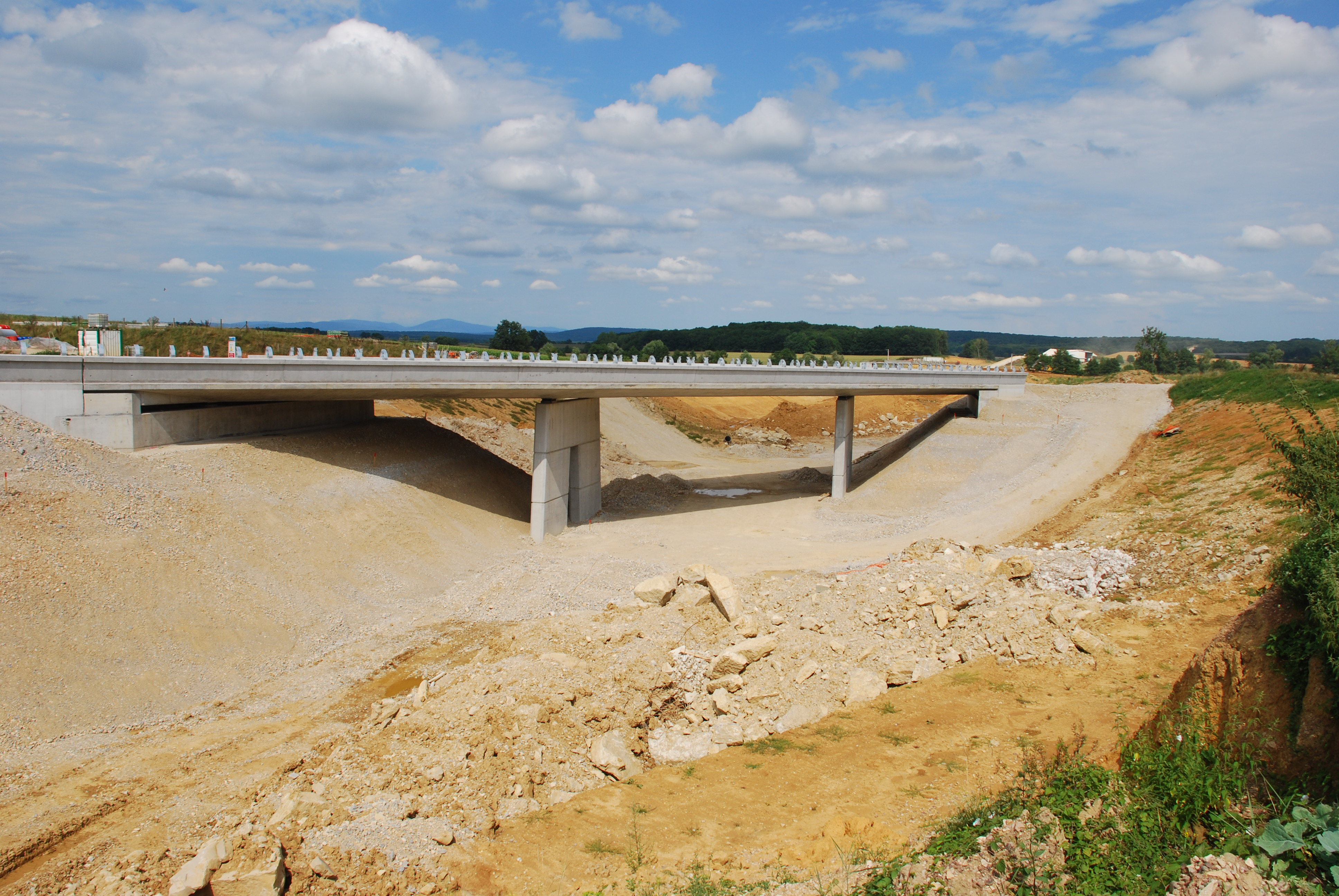
Pont achevé au même endroit en juillet 2008 (direction est).
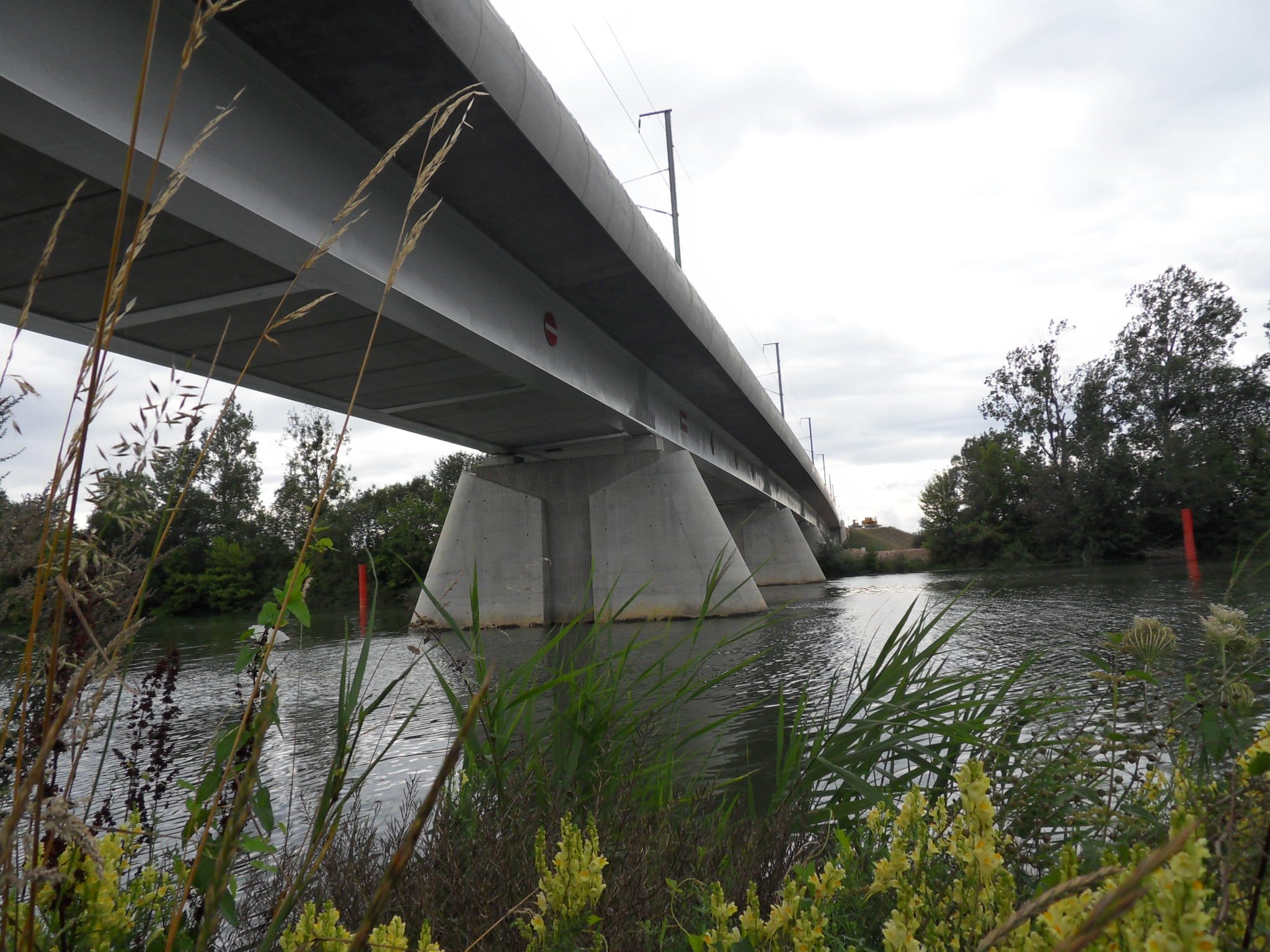
Le viaduc sur la Saône vue en enfilade vers Villers-les-Pots côté voie 1 (sens Dijon-Mulhouse).
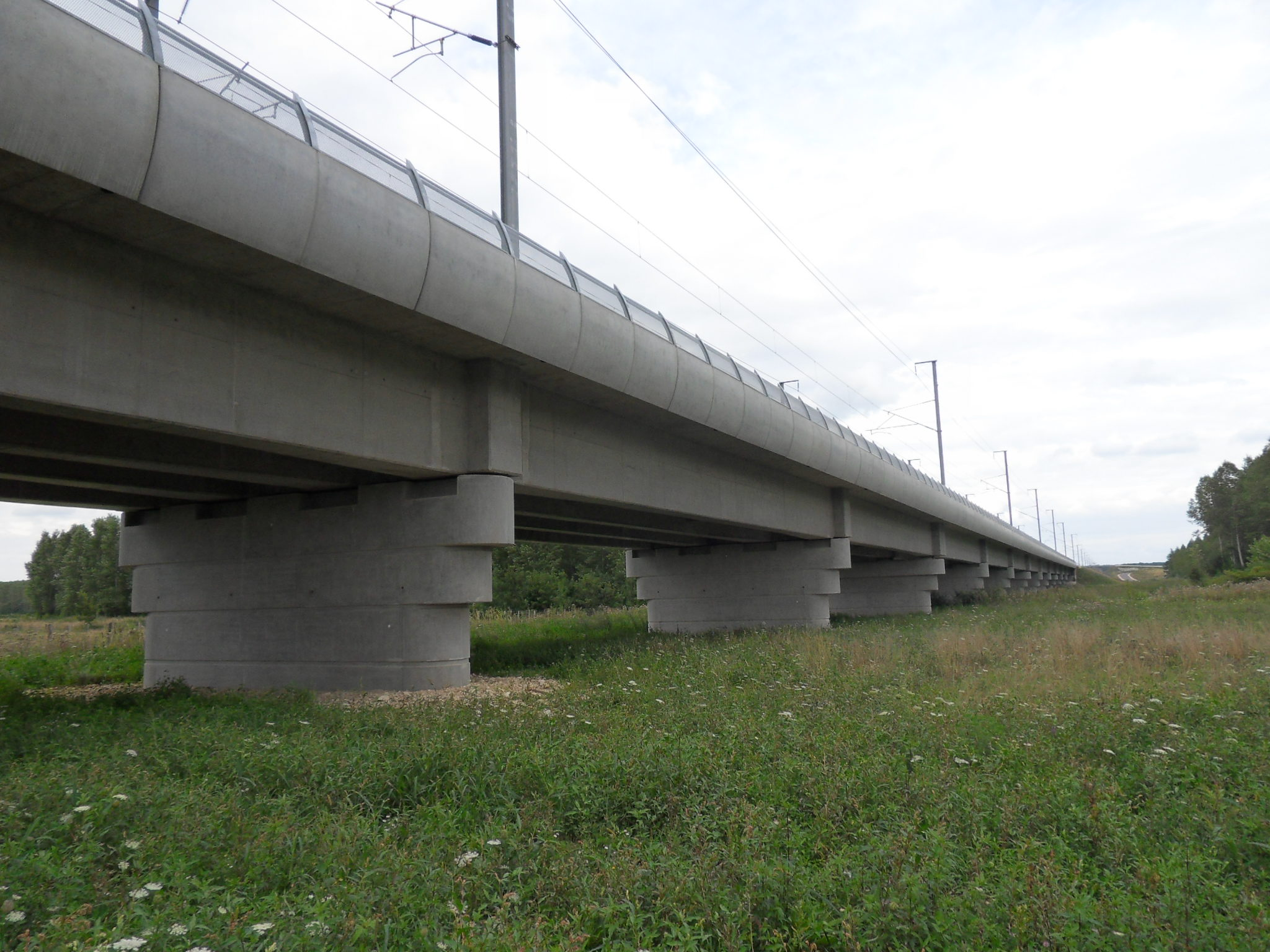
Franchissement de la Saône. Un des ouvrages de décharge (estacade).
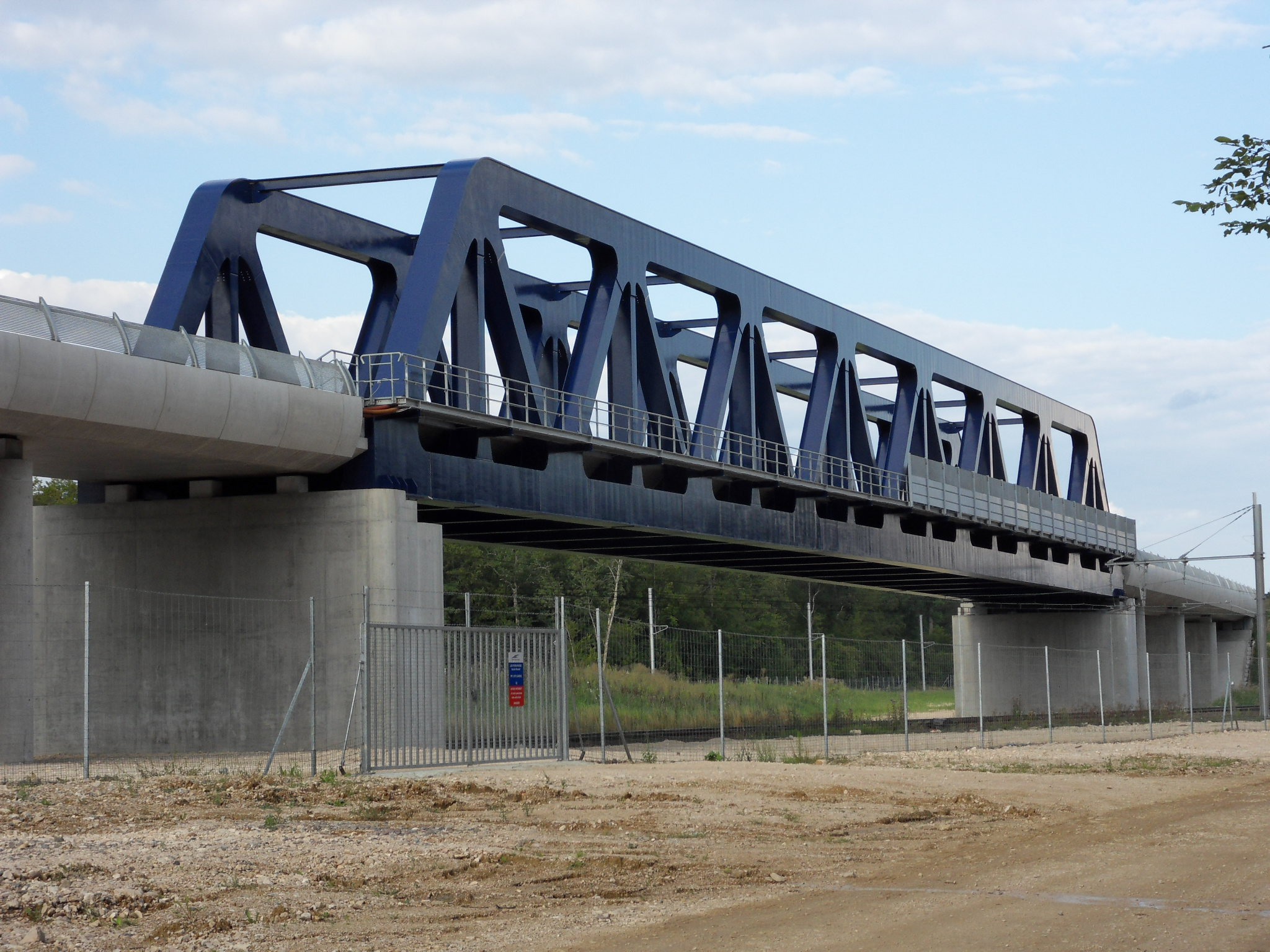
Bifurcation de Villers-les-Pots. Le pont-rail de franchissement des voies 1 et 2 de la ligne Dijon-Dole.

#### Exploitation
L'exploitation de la branche est de la ligne est gérée depuis la Commande Centralisée du réseau Bourgogne-Franche-Comté (CCR) située à Dijon. Ce poste commande, entre autres, les installations de sécurité des six points de changement de voie relatifs aux pseudos IPCS. En fait, les deux voies sont totalement banalisées, permettant ainsi aux trains de circuler indifféremment sur l'une ou l'autre. Seules les contraintes de circulation aux entrées et sorties font préférer la circulation à gauche comme sur la majorité du réseau français. Espacés chacun de 20 km, ces points sont situés sur les communes ou gares de Thervay, Moncley, Besançon TGV, Sorans, Les Magny et Meroux. L'ensemble des points de changement de voie, de raccordements, de bifurcation, ou de jonction, situés sur la section de ligne totalisent 70 appareils de voie.

#### Vitesses limites
Vitesses limites de la ligne à partir de septembre 2011 pour les TGV en sens impair :
| De (PK)                                             | À (PK)                                              | Limite (km/h) |
| --------------------------------------------------- | --------------------------------------------------- | ------------- |
| Bif. voie 1 / voie 1 LGV (PK 0,0)                   | PK 2,5                                              | 160           |
| PK 2,5                                              | PK 4,3                                              | 220           |
| PK 4,3                                              | PK 5,1                                              | 230           |
| PK 5,1                                              | Tunnel de Chavanne (entrée côté Dijon) (PK 115,1)   | 320           |
| Tunnel de Chavanne (entrée côté Dijon) (PK 115,1)   | Tunnel de Chavanne (sortie côté Belfort) (PK 117,1) | 270           |
| Tunnel de Chavanne (sortie côté Belfort) (PK 117,1) | Belfort- Montbéliard TGV (PK 133,9)                 | 320           |
| Belfort-Montbéliard TGV (PK 133,9)                  | PK 137,5                                            | 300           |

#### Matériels roulants utilisés
- 30 rames tricourants Duplex nouvelle génération (TGV 2N2) ont été commandées par la SNCF pour l'exploitation de la ligne dès sa mise en service[33].
- Les rames TGV Duplex, TGV Réseau Duplex et TGV 2N2 assurent les relations Paris-Lyon - Mulhouse, Marseille/Montpellier - Strasbourg/Metz/Nancy/Francfort/Luxembourg.
- Les TGV Duplex (200, 700 et 4700) assurent les relations Paris-Lyon - Dijon/Besançon-Viotte.
- Les rames TGV POS assurent les relations Lyria Paris-Lyon - Bâle/Zurich. Quelques-unes de ces relations sont effectuées par des TGV 2N2 3UA.
- Les rames TGV Réseau, TGV Duplex (200) et TGV Réseau Duplex assurent les relations Lille - Mulhouse.

#### Dessertes permises par la mise en service de la branche est
Une mission de médiation a été mise en place par l'État pour négocier les dessertes qui étaient prévues à compter du lancement du TGV Rhin-Rhône en décembre 2011. Elle a rendu ses conclusions le 29 janvier 2010,.
D'après les conclusions de cette mission, les gares desservies dès décembre 2011 sont :
- Strasbourg ;
- Colmar ;
- Mulhouse ;
- Belfort - Montbéliard TGV ;
- Besançon Franche-Comté TGV ;
- Besançon-Viotte ;
- Dijon-Ville ;
- Chalon-sur-Saône ;
- Mâcon Ville[40] ;
- Lyon Part Dieu.

Le fonctionnement est articulé autour de 4 pôles de correspondance majeurs (Strasbourg, Mulhouse, Dijon et Lyon), des liaisons locales accélérées et de nouvelles connexions au réseau européen, vers Bâle, Zurich, Francfort ou encore, à partir de décembre 2012, Fribourg-en-Brisgau (conjointement à la réouverture de la ligne de Mulhouse-Ville à Chalampé).
Il était prévu quotidiennement :
- 6 liaisons Strasbourg - Lyon dont 3 prolongées vers Marseille et 2 vers Montpellier ;
- 11 liaisons Paris - Mulhouse ;
- 9 liaisons Paris - Besançon dont 3 desservant les deux gares (TGV et Viotte), 1 desservant Besançon-Viotte seulement (via Dole[41]), et 5 desservant Besançon Franche-Comté TGV ;
- 8 liaisons Paris - Belfort - Montbéliard TGV ;
- 1 liaison Mulhouse - Marne-la-Vallée - Chessy - Aéroport Charles-de-Gaulle 2 TGV - Lille.

Depuis décembre 2012, à la suite de l'achèvement du raccordement court de Mulhouse, une liaison rapide existe entre Strasbourg et Lyon sans passer par la gare de Mulhouse, en 3 h 9.
Des TER entre la gare de Belfort centre-ville et Belfort - Montbéliard TGV ont été mis en place en décembre 2018 contre 2012 initialement prévu (à la suite de difficultés de bouclage du budget de la réouverture de la partie française de la ligne de Belfort à Bienne).

#### Temps de parcours
Depuis la réalisation de la première phase de la branche Est, les meilleurs temps de parcours (les deux sens de chaque liaison confondus) sont les suivants :
| Trajet                           | Après la mise en service                                       | Avant la mise en service                                         |
| -------------------------------- | -------------------------------------------------------------- | ---------------------------------------------------------------- |
| Belfort/Montbéliard TGV - Dijon  | 0 h 50                                                         | 1 h 57 (Belfort) 1 h 41 (Montbéliard)                            |
| Belfort/Montbéliard TGV - Paris  | 2 h 16                                                         | 3 h 36 (Belfort) 3 h 20 (Montbéliard)                            |
| Belfort/Montbéliard TGV - Zurich | 1 h 43                                                         | 2 h 02* (Belfort) 2 h 27* (Montbéliard)                          |
| Besançon - Marseille             | 3 h 46 (Besançon-TGV) 4 h 12 / 4 h 06* (Besançon-Viotte)       | 4 h 12 / 4 h 06*                                                 |
| Besançon - Mulhouse              | 0 h 45 (Besançon-TGV) 0 h 54 (Besançon-Viotte)                 | 1 h 23                                                           |
| Besançon - Paris                 | 1 h 59 (Besançon-TGV) 2 h 27 (Besançon-Viotte)                 | 2 h 28                                                           |
| Besançon - Zurich                | 2 h 09 (Besançon-TGV) 2 h 50* (Besançon-Viotte)                | 3 h 20*                                                          |
| Dijon - Francfort-sur-le-Main    | 5 h 07*                                                        | 6 h 25***                                                        |
| Dijon - Strasbourg               | 1 h 56                                                         | 3 h 23*                                                          |
| Mulhouse - Dijon                 | 1 h 02                                                         | 2 h 13 (TGV l'été) 2 h 27* (hors été)                            |
| Mulhouse - Lille                 | 4 h 06                                                         | 4 h 27*                                                          |
| Mulhouse - Lyon                  | 2 h 47                                                         | 3 h 44                                                           |
| Mulhouse - Marseille             | 4 h 39 / 4 h 37*                                               | 5 h 37                                                           |
| Mulhouse - Montpellier           | 4 h 49                                                         | 5 h 56*                                                          |
| Mulhouse - Paris                 | 2 h 40                                                         | 3 h 03 via la LGV Est européenne 4 h 30 en Intercités via Vesoul |
| Paris - Bâle                     | 3 h 03                                                         | 3 h 27 via la LGV Est Européenne                                 |
| Paris - Zurich                   | 4 h 03                                                         | 4 h 34 via la LGV Est Européenne                                 |
| Strasbourg - Lyon                | 3 h 29 (desserte de Mulhouse) 3 h 09 (sans desservir Mulhouse) | 4 h 38 / 4 h 28**                                                |
| Strasbourg - Marseille           | 5 h 30                                                         | 6 h 32 / 5 h 52*                                                 |
| Strasbourg - Montpellier         | 5 h 42 / 5 h 41*                                               | 6 h 38*                                                          |

| * avec 1 correspondance

| ** avec 2 correspondances

| *** avec 3 correspondances

Le terminus parisien des trains à destination de Mulhouse-Ville, Bâle et Zurich est la gare de Lyon, sauf pour les Intercités qui partent de la gare de l'Est, comme auparavant, ainsi que quelques relations via la LGV Est européenne et Strasbourg.
Les durées depuis Belfort et Montbéliard sont calculées depuis la gare de Belfort - Montbéliard TGV, située à 7 km de Belfort et 10 km de Montbéliard. Des connexions en TER depuis Belfort (ligne Belfort – Delle), en 10 minutes de trajet, sont réalisées depuis le week-end des 8 et 9 décembre 2018.

#### Travaux complémentaires
Parmi les travaux complémentaires, on peut citer la réactivation sur 12 kilomètres de l'ancienne ligne de Besançon-Viotte à Vesoul  pour desservir la nouvelle gare de Besançon Franche-Comté TGV, située au nord de l'agglomération. Cette section de ligne réactivée sera également utilisée pour des dessertes périurbaines (30 navettes TER Franche-Comté quotidiennes prévues), avec création de haltes TER à École-Valentin, et Miserey-Salines.
Dans le périmètre dijonnais, un raccordement dénivelé dans le triage de Perrigny, au sud de Dijon a été créé. Il met en relation directe les voies de la Ligne de Dijon-Ville à Vallorbe (frontière) avec les voies de la ligne de Paris-Lyon à Marseille-Saint-Charles, permettant aux TGV Rhin-Rhône à destination ou en provenance du sud, d'éviter soit le transit par les voies de Gevrey-Triage, soit le rebroussement en gare de Dijon-Ville. Compte tenu de son profil, ce raccordement dénivelé est également accessible aux trains de fret.

#### Tarifs
La présence de cette nouvelle ligne n'est pas sans incidence sur les tarifs pratiqués par la SNCF sur les trajets l'utilisant. En effet, le « transfert » des liaisons entre Mulhouse et Paris de la LGV Est européenne vers la LGV Rhin Rhône a provoqué une hausse de 8,4 % en seconde classe plein tarif en période normale, pour un gain de temps de 20 minutes. En outre, un trajet plein tarif en période de pointe est de l'ordre de 30 % plus cher qu'en période normale. Enfin, pour le cas particulier de Colmar, les voyageurs ont le choix entre un trajet via Strasbourg (direct ou avec correspondance) et un trajet via Mulhouse, mais le second sera plus cher de 7,6 % que le premier en plein tarif.

#### Conséquences sur les lignes régionales
L'ouverture de cette première phase de la branche est de la ligne a eu des conséquences sur l'exploitation des TER en région. Outre de nombreuses modifications d'horaires (90 % des horaires du TER Alsace ont changé en date du 11 décembre 2011), provoquées en partie par la circulation des nouveaux TGV Rhin Rhône sur des lignes déjà exploitées, ainsi que par l'établissement de correspondances faciles avec ces nouveaux trains, la SNCF a profité de cette ouverture de ligne pour proposer un nombre plus important de trains régionaux :
- Le nombre quotidien de trains du TER Alsace est passé de 730 à 740.
  - Le tronçon Colmar-Mulhouse de la ligne de Strasbourg-Ville à Saint-Louis a vu son offre de semaine passer de 23 à 43 trains.
- Le tronçon Belfort-Mulhouse de la ligne de Paris-Est à Mulhouse-Ville (sur lequel circule le TGV Rhin-Rhône jusqu'à l'achèvement de la seconde phase de la branche est) a bénéficié de 9 trains supplémentaires par jour.

A contrario, cette ouverture a provoqué la fermeture de 5 petites gares ou haltes les moins fréquentées. Sont concernées :
- sur la ligne de Paris-Est à Mulhouse-Ville les gares de Valdieu, Ballersdorf et Brunstatt (la SNCF espère leur réouverture lorsque l'achèvement de la seconde phase de la branche Est libérera des sillons sur cette ligne[49]) ;
- sur la ligne de Strasbourg-Ville à Saint-Louis (sur laquelle des TGV Rhin-Rhône circuleront également) les gares de Wittelsheim et Richwiller.

Initialement, la gare de Flaxlanden située sur la ligne de Paris-Est à Mulhouse-Ville devait également être concernée par ces fermetures. Mais après discussions, ainsi que la mise en place d'une pétition, il a été annoncé en mars 2011 que la gare sera maintenue en service avec 9 arrêts par jour.

#### Fréquentation réelle
En février 2015, la SNCF annonce que sur les trois premières années d'exploitation, la moyenne est de 9,5 millions de voyageurs par an, en deçà des 11,2 millions attendus.
Sur le plan financier, ce volume de voyageurs n'a pas permis au transporteur d'atteindre l'équilibre dans l'exploitation de la ligne.
Dans le détail, entre l'ouverture de la ligne en décembre 2011 et février 2015, la fréquentation totale se ventile ainsi :
- 30 millions de billets vendus au total (soit 9,5 millions par an)

dont :
- 5,4 millions à l'international ;
- 16,5 millions sur la route Est-ouest ;
- 13,4 millions sur la route Nord-Sud.

Pour les gares nouvelles, le trafic annoncé est :
- gare de Besançon Franche-Comté TGV : plus de 700 000 voyageurs par an ;
- gare de Belfort - Montbéliard TGV : plus de 600 000 voyageurs par an.

#### Photos de la première phase

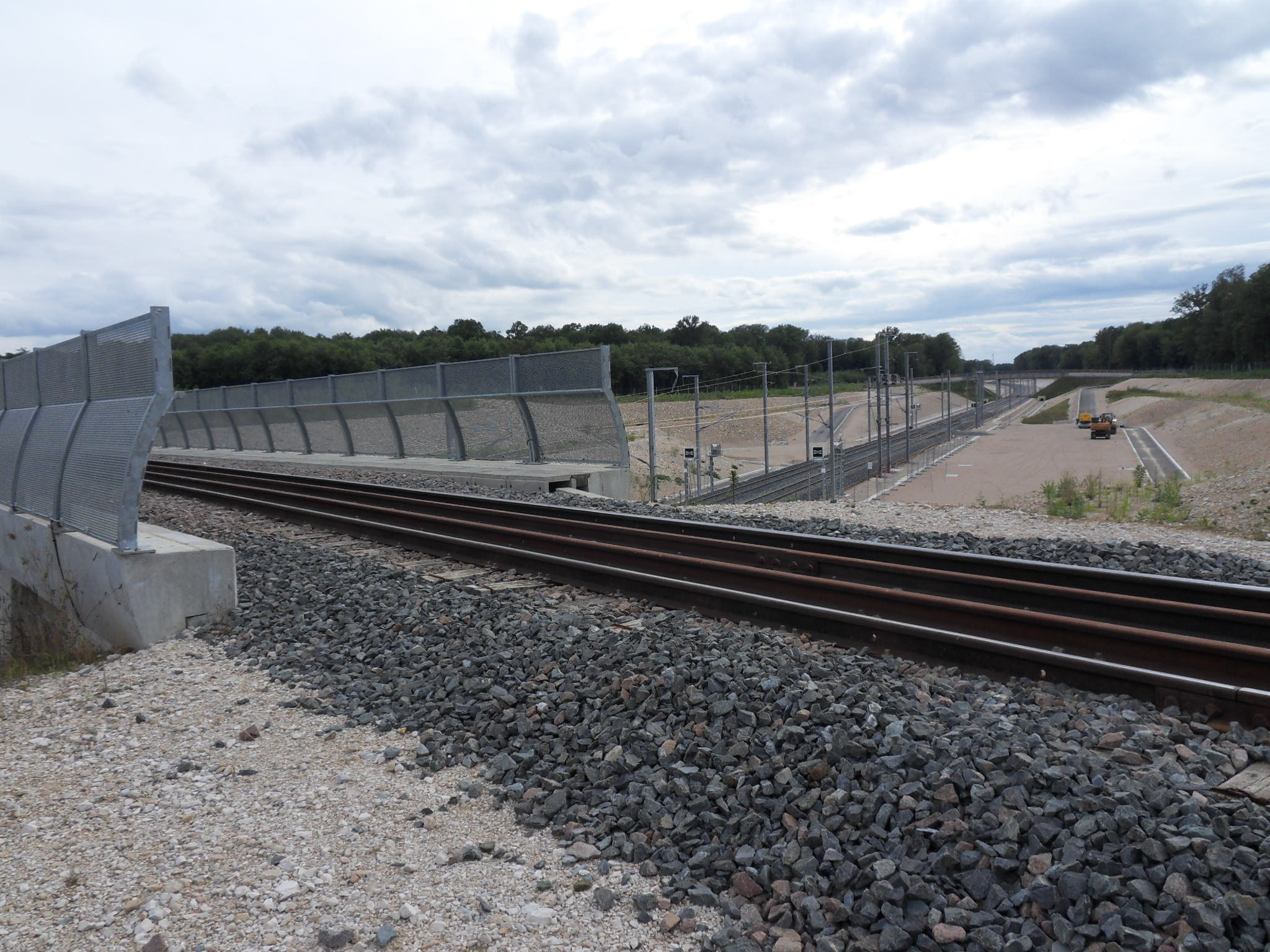
À proximité de la bifurcation de Villers-les-Pots. Les voies 1 et 2 de la LGV passent sous le PRA de la ligne de Gray à Villers-les-Pots. On aperçoit les signaux « baissez pantos » de la section de séparation 25 kV/1,5 kV.
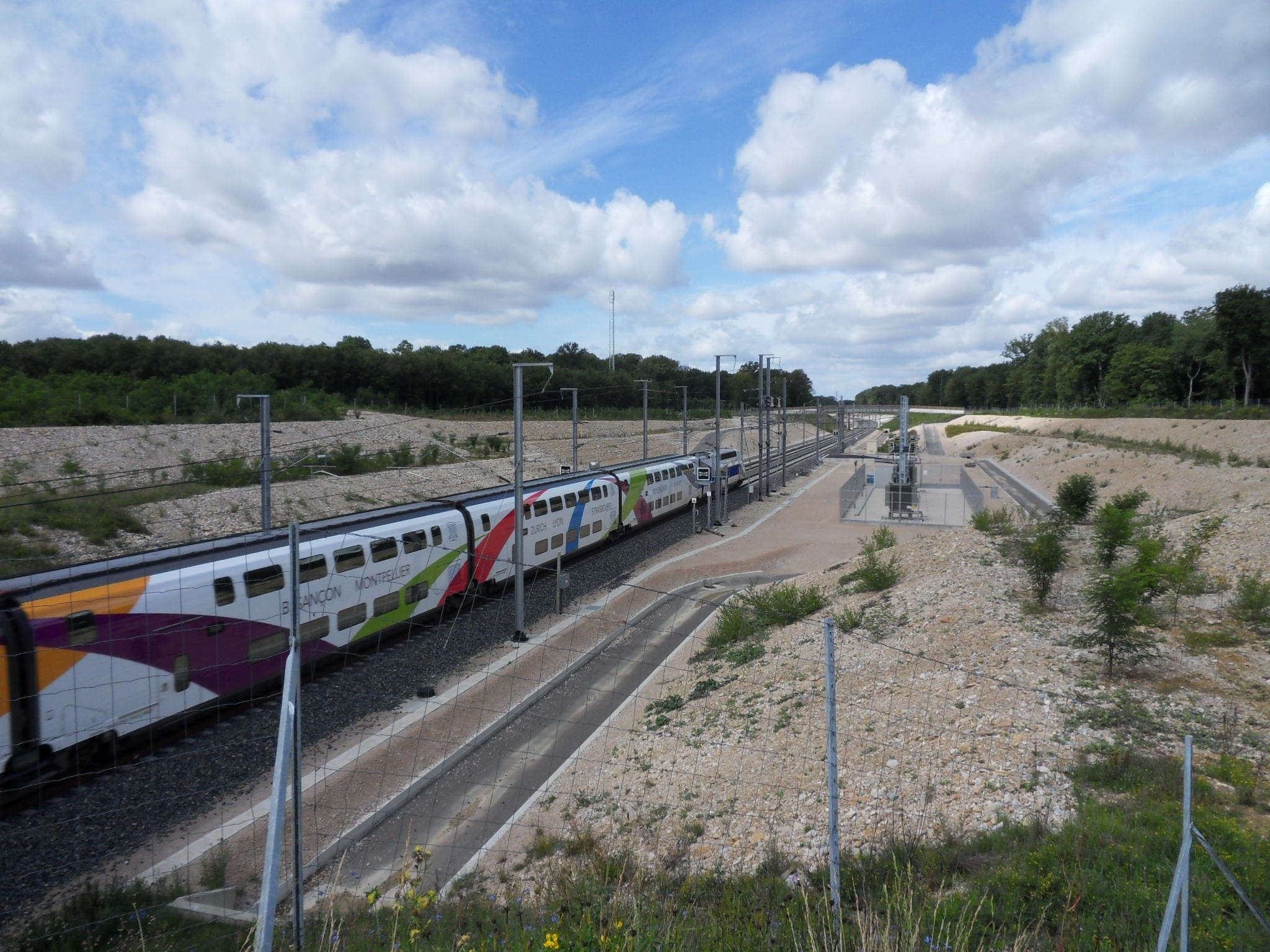
Le train d'essai recouvert de son pelliculage spécial, constitué d'une rame TGV DASYE composée de 8 voitures encadrées par 2 motrices au cours d'une marche d’essai sur voie 1 dans le sens Villers-les-Pots — Mulhouse à proximité de la section de séparation 1,5 kV/25 kV de Villers-les-Pots.
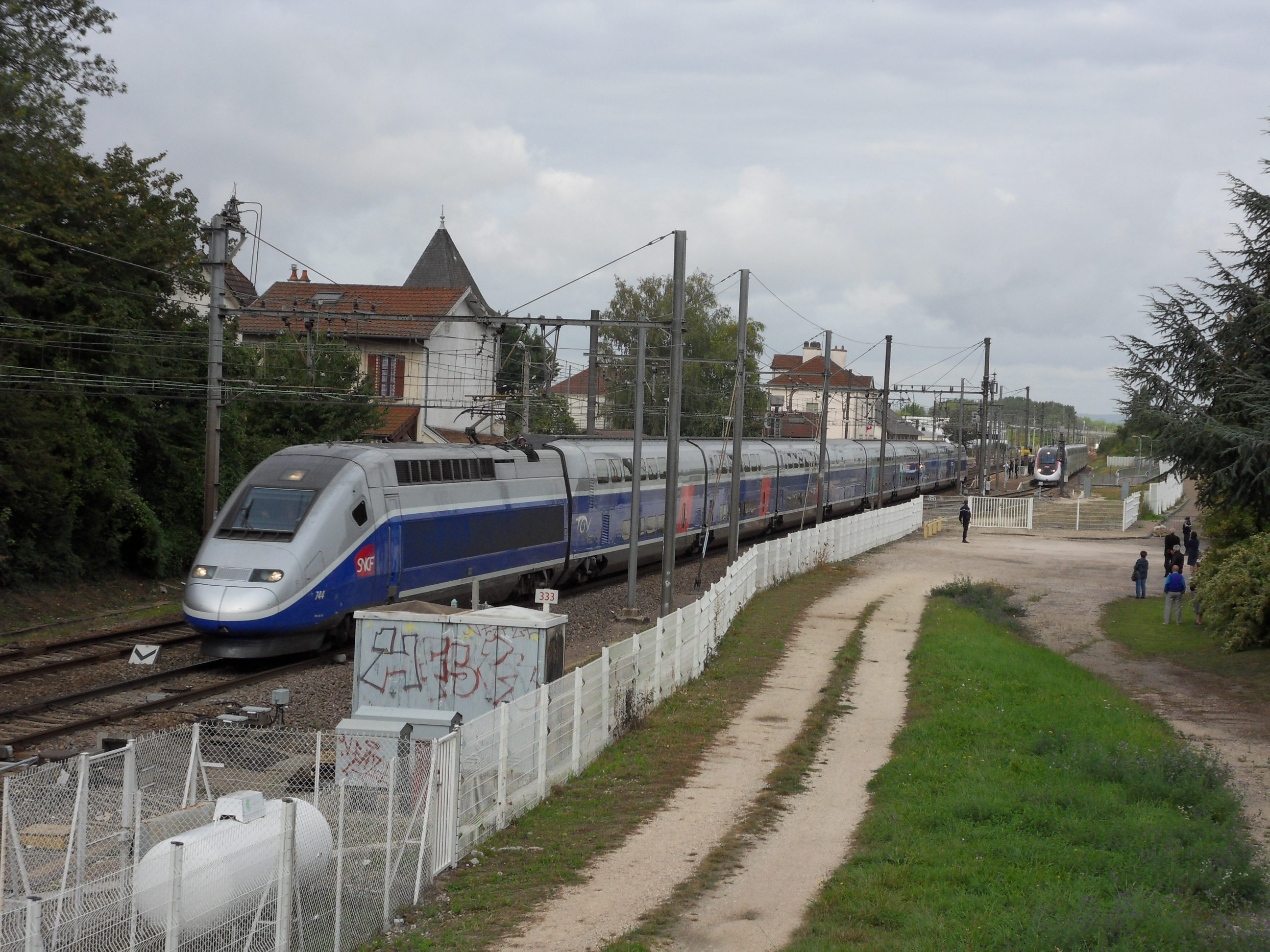
La rame inaugurale du 8 septembre 2011 prête au départ sur l'évitement impair de Genlis. Le TGV en circulation qui la précède est le « TGV balai » qui ouvre la ligne.
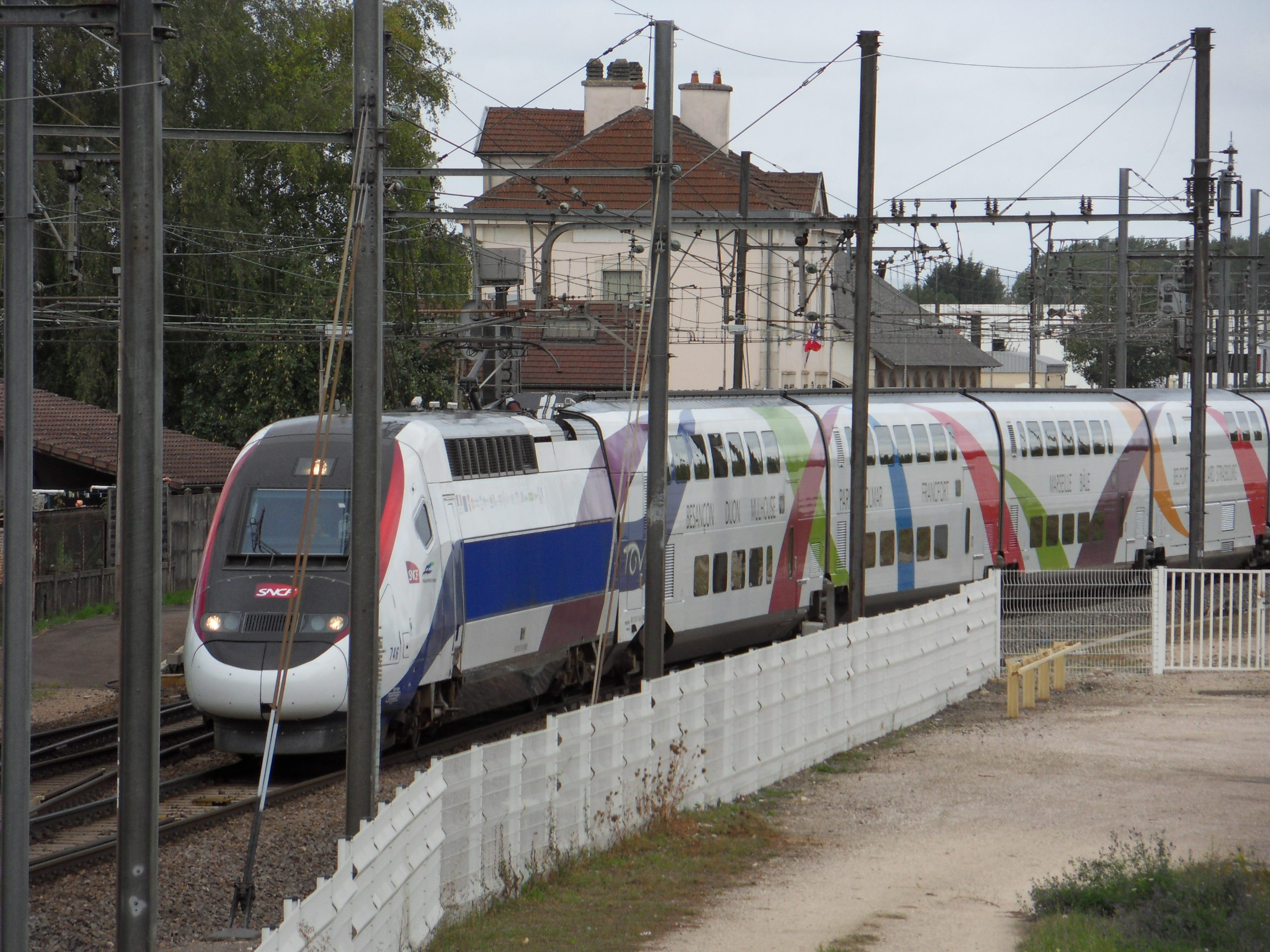
La rame inaugurale du 8 septembre 2011 avec à son bord le président de la République Nicolas Sarkozy et les personnalités quitte l'évitement impair de Genlis pour circuler sur les 140 km de la ligne LGV.

## Prolongements envisagés

### Deuxième phase de la branche Est
La deuxième phase de la branche Est de la LGV Rhin-Rhône est destinée à parachever les 190 km de ligne de la branche Est. Les études sont achevées et les acquisitions de terrain sont en cours depuis l'automne 2011. Elle serait constituée de :
- 50 km de ligne nouvelle dont 35 km à l'est et 15 km à l'ouest ;
- 2 sous-stations d'alimentation électrique sur les communes de Magny-sur-Tille (Côte-d'Or) et à Reiningue (Haut-Rhin).

Son coût a été estimé à 850 millions d'euros pour les 35 km à l'est et à 310 millions d'euros pour les 15 km à l'ouest. Même si les régions se sont mises d'accord sur leur participation financière, les participations de l'État et de RFF restent en attente et le feu vert pour lancer les appels d'offres et les travaux n'est pas accordé. La convention de financement aurait dû être signée pour la fin du premier semestre 2013 pour un démarrage des travaux côté est en 2014. La branche Est de la LGV représentait un enjeu de développement majeur pour le « réseau métropolitain Rhin-Rhône » (structure dissoute en 2012). Finalement, le projet pourrait être financé d'ici 2027 ou 2038.
Ces 50 km de nouvelle ligne permettraient un gain de temps de 12 minutes sur un TGV Lyon - Strasbourg (24 minutes sans arrêt intermédiaire), et 7 minutes sur un TGV Paris - Mulhouse (avec ses arrêts actuels).
Le 15 mars 2019, un amendement est adopté au Sénat pour rajouter la réalisation de cette seconde phase dans le cadre de la loi d'orientation des mobilités. Le 9 mai, l'amendement en question est retiré par le Gouvernement à l'Assemblée Nationale.
Le 20 mai 2019, la ministre des Transports Élisabeth Borne annonce que le tronçon manquant jusqu'à Mulhouse (entre Petit-Croix et Lutterbach) sera réalisé d'ici 2028 au lieu de 2038. Le conseil d'orientation des mobilités devrait se réunir pour l'intégrer dans les projets d'infrastructures 2023-2028.
Le tronçon de 15 km vers Dijon (entre Genlis et Villers-les-Pots) est apparemment abandonné à cause de son utilité contestée.

### Projet de desserte de la Lorraine
Une étude réalisée en 2008 pour le conseil économique et social de Lorraine avait envisagé une ligne grande vitesse passant par Nancy - Épinal - Lure et rejoignant la branche Est de la LGV Rhin-Rhone à Villersexel, entre Besançon et Belfort. Ce tracé permettait de gagner 40 minutes sur les Nancy - Dijon - Lyon, avec des possibilités de gagner encore du temps sur Nancy-Lyon en empruntant directement la branche sud, sans faire un détour par Dijon.
L'État et RFF ont engagé une étude exploratoire sur les débouchés ferroviaires sud de la Lorraine et l'accès à la LGV Rhin-Rhône, en vue de l'amélioration des lignes Épinal - Belfort ou Toul - Dijon. Les résultats de cette étude exploratoire ont été présentés le vendredi 2 octobre 2009 à la préfecture de Metz. Elle a préconisé l'axe Épinal-Belfort qui coûterait 430 millions d'euros contre 1,5 milliard pour l'amélioration de Toul-Dijon. Le choix du passage par Épinal a été acté par le préfet de la Région Lorraine et un coût global de 800 millions d'euros est évoqué. L'objectif est de pouvoir réaliser les travaux pendant le contrat de projets État-région 2013-2020, avec l'ambition de parvenir en 2020-2022 à un temps de trajet de moins de 2 h 40 entre Nancy et Lyon.

### La branche Ouest

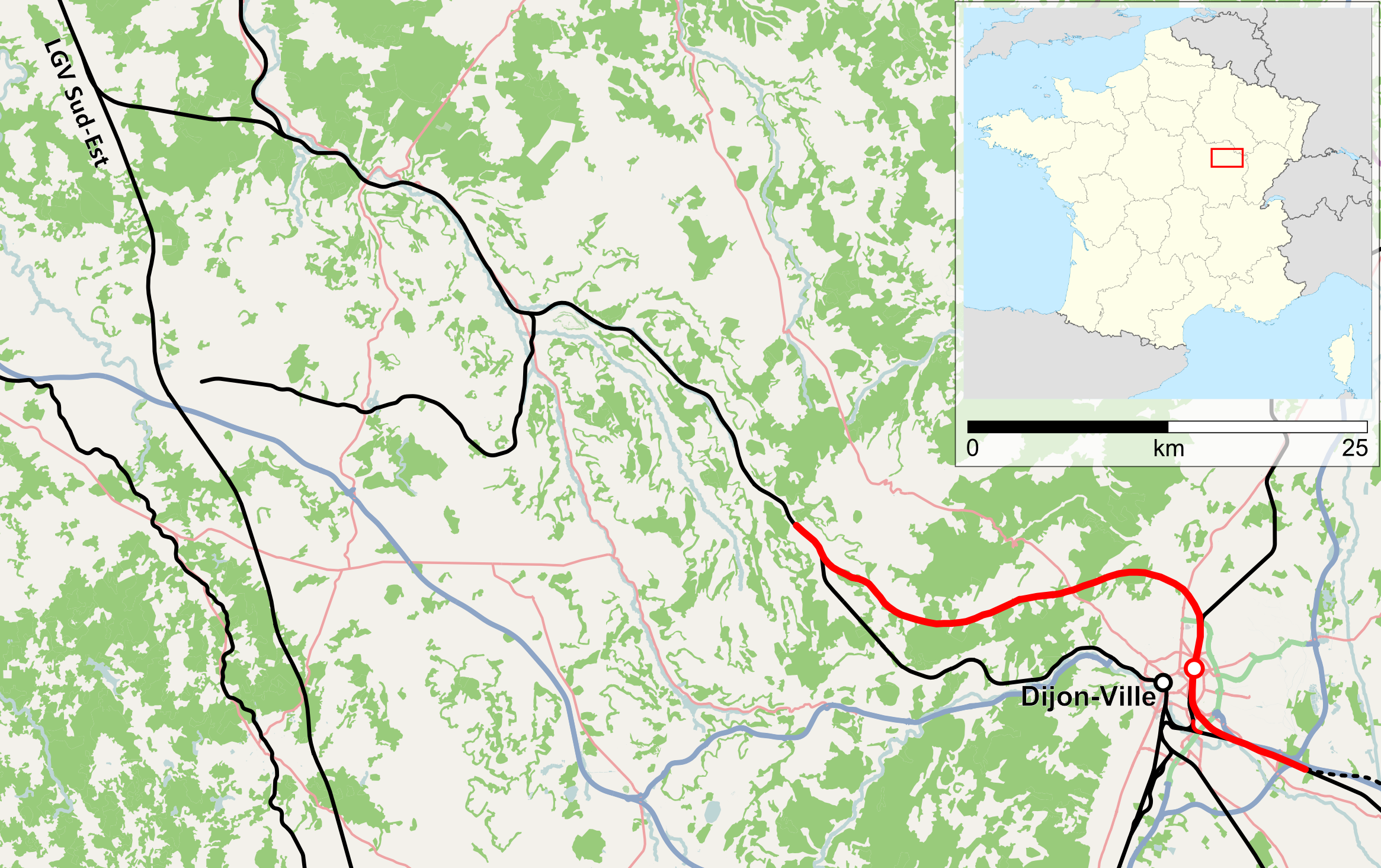
Tracé planifié pour la branche ouest.

La branche ouest consiste en la traversée de Dijon (secteur de la gare de Dijon-Porte-Neuve), raccordement à la ligne de Paris-Lyon à Marseille-Saint-Charles à proximité de Montbard et au raccordement avec la LGV Paris-Lyon à Aisy.
Elle a pour but d'accélérer les liaisons avec l'Île-de-France. Son tracé part de Turcey (sur la ligne de Paris-Lyon à Marseille-Saint-Charles), traverse Dijon qui serait desservi par une nouvelle gare à Porte-Neuve, pour se raccorder à l'extrémité ouest de la LGV Rhin-Rhône Est (deuxième phase).
La construction de la branche Ouest, un temps incertaine  est repoussée à l'horizon 2050, celle de la gare nouvelle de Porte-Neuve est pour le moment abandonnée.
Un tracé par Troyes pour remédier à  la saturation LGV Sud-Est entre Paris et la bifurcation de Pasilly est également évoqué. Cette alternative à la LGV Centre France permettrait de doubler la LGV Paris-Lyon à moindre coût. Le maire de Troyes a annoncé fin 2007 son souhait de promouvoir ce tracé en collaboration avec la ville de Dijon.

### La branche Sud
Le parcours de la branche Sud n'est pas encore arrêté. Cette branche permettrait de relier Lyon à grande vitesse.
La branche Sud apparaît dans le schéma directeur des lignes à grande vitesse sous la forme d'un barreau reliant la branche Est vers Auxonne à la LGV Sud-Est à Mâcon, la carte du schéma directeur indique que son itinéraire exact n'est pas encore arrêté. Par la suite, ce tracé a été remis en cause pour privilégier un passage plus à l'est.
La branche sud en est aujourd'hui au stade des études préliminaires. Le 16 juin 2008 a été proposé un projet de fuseau en jumelage avec les A39, 40 et 42. La ligne nouvelle proposée serait parcourue à 270 km/h au nord, et 220 km/h au sud de Bourg-en-Bresse, et aurait une utilisation mixte fret et voyageurs. Se raccordant au nord à la branche est, et au sud au CFAL,, elle permettrait de réduire le temps de parcours Lyon-Strasbourg à 2 h 18 et Marseille-Strasbourg à 3 h 30 environ.
Trois gares seraient prévues :
- Dole : création d'une gare nouvelle au nord ouest de la ville, entre les communes de Champvans et Sampans[69]. Elle sera desservie par les TER de la ligne de Dijon-Ville à Vallorbe (frontière) et à proximité de l'échangeur entre les autoroutes A39 et A36 ;
- Lons-le-Saunier : une gare nouvelle entre Louhans et Lons, sur la commune de Beaurepaire-en-Bresse a été évoquée[70]. Elle serait située à l’intersection de l’A39 et de la RD 678, sans possibilité de desserte par les trains régionaux. Plus récemment, RFF a indiqué que le site de Courlaoux serait plus probable[71]. Celui-ci est situé à proximité de l'ancienne voie ferrée Saint-Jean-de-Losne – Lons-le-Saunier qui passait à Chaussin, Chaumergy et Bletterans ;
- Bourg-en-Bresse : desserte de la gare de Bourg-en-Bresse actuelle. Pendant les études, il avait été suggéré de construire une gare nouvelle à Ceyzériat en correspondance TER avec la ligne du Haut-Bugey[72].

Devant les difficultés rencontrées par le projet, le département du Jura a revu ses ambitions à la baisse : « Il faudra défendre non plus deux, mais une seule gare » a ainsi annoncé le président du Conseil général. Le tracé est en effet fortement remis en question ; le coût prévisionnel de 3,5 milliards semblant trop élevé au regard du gain escompté de 830 000 voyageurs annuels.
Ce projet suscite notamment l'opposition des élus de Bourgogne qui préféreraient améliorer la ligne classique, ce qui leur assurerait le passage par Dijon de tous les trains venant du nord-est à destination de Lyon, sans forcément pénaliser beaucoup les temps de trajets Strasbourg – Lyon, vu les médiocres performances prévues pour la LGV (mixité fret, courbes de l'A39...). Il est envisagé par ces élus d'aménager dans un premier temps la ligne de Dijon-Ville à Saint-Amour pour pouvoir y transférer l'essentiel du trafic fret Dijon-Lyon. Puis la ligne de Paris-Lyon à Marseille-Saint-Charles serait améliorée pour porter, sur les tronçons où cela est possible, sa vitesse limite à 220 km/h, permettant un gain de 6 minutes. À Mâcon, le raccordement serait revu pour augmenter les possibilités d'insertion de trains sur la LGV Sud-Est, permettant de gagner encore 8 minutes. Le meilleur temps de trajet entre Strasbourg et Lyon serait alors de 2 h 38. Mais dans le secteur de  Montceau-les-Mines, on espère plutôt voir les trains emprunter la ligne Chagny – Montchanin pour y rejoindre la LGV Sud-Est.
Comme l'a noté le président de la commission du débat public : « au fur et à mesure de l’évolution du débat, il est apparu de plus en plus qu’il ne s’agissait pas tant d’une nouvelle ligne TGV avec passage de fret, que d’une nouvelle ligne fret de trafic trans-européen et international pouvant servir aussi à des trains TGV. ». Cette inflexion a été causée par les problèmes de rentabilité du seul transport de voyageurs sur cet axe transversal, mais surtout par l'ambition affichée par le ministre des Transports de doubler, sur dix ans, le transport ferroviaire fret en France. Dix ans plus tard, force est de constater la faillite de cette prévision, le tonnage du fret ferroviaire français s'étant effondré de 58 à 33 milliards de tonnes-kilomètres entre 2000 et 2009.